# سلطان سعيد (لاعب كرة قدم إماراتي)
سلطان سعيد مفتاح (18 ديسمبر 2000 - 5 ديسمبر 2020) هو لاعب كرة قدم إماراتي يجيد اللعب كمدافع، كان يلعب مع نادي الشارقة قبل وفاته.

## وفاته
تُوفي سُلطان في 5 ديسمبر (كانون الأول) 2020 وذلك بعد صراعٍ مع المرض. حيث نعاه نادي الشارقة عبر تويتر: «يتقدم نادي الشارقة الرياضي بأحر التعازي والمواساة إلى أسرة وذوي المغفور له بإذن الله، سلطان سعيد مفتاح، لاعب الفريق (تحت 21 عاما)، سائلين المولى عز وجل أن يتغمد الفقيد بواسع رحمته ويُسكنه فسيح جناته، ويلهم أهله وذويه الصبر والسلوان».